# Олимпийская сборная Франции по футболу
Олимпийская сборная Франции по футболу — с 1992 года является отдельной командой, собираемой для участия в Олимпийских играх в дисциплине «Футбол». С 1992 года изменились правила участия в Олимпийских играх, вследствие чего участие сборной зависит от результатов игры молодежной сборной (до 1992 года в олимпийских играх принимала участие основная сборная). В заявку сборной на Олимпийские игры могут включаться игроки не старше 23 лет, за исключением трёх футболистов, которые могут быть старше этого возраста.

## Статистика выступлений
| Показатели выступлений на Олимпийских играх | Показатели выступлений на Олимпийских играх | Показатели выступлений на Олимпийских играх | Показатели выступлений на Олимпийских играх | Показатели выступлений на Олимпийских играх | Показатели выступлений на Олимпийских играх | Показатели выступлений на Олимпийских играх | Показатели выступлений на Олимпийских играх | Показатели выступлений на Олимпийских играх |
| Год                                         | Раунд                                       | Место                                       | М                                           | В                                           | Н                                           | П                                           | МЗ                                          | МП                                          |
| ------------------------------------------- | ------------------------------------------- | ------------------------------------------- | ------------------------------------------- | ------------------------------------------- | ------------------------------------------- | ------------------------------------------- | ------------------------------------------- | ------------------------------------------- |
| 1900-1988                                   | см. Сборная Франции по футболу              | см. Сборная Франции по футболу              | см. Сборная Франции по футболу              | см. Сборная Франции по футболу              | см. Сборная Франции по футболу              | см. Сборная Франции по футболу              | см. Сборная Франции по футболу              | см. Сборная Франции по футболу              |
| 1992                                        | Не прошли квалификацию                      | Не прошли квалификацию                      | Не прошли квалификацию                      | Не прошли квалификацию                      | Не прошли квалификацию                      | Не прошли квалификацию                      | Не прошли квалификацию                      | Не прошли квалификацию                      |
| 1996                                        | Четвертьфинал                               | 5                                           | 4                                           | 2                                           | 1                                           | 1                                           | 6                                           | 4                                           |
| 2000                                        | Не прошли квалификацию                      | Не прошли квалификацию                      | Не прошли квалификацию                      | Не прошли квалификацию                      | Не прошли квалификацию                      | Не прошли квалификацию                      | Не прошли квалификацию                      | Не прошли квалификацию                      |
| 2004                                        | Не прошли квалификацию                      | Не прошли квалификацию                      | Не прошли квалификацию                      | Не прошли квалификацию                      | Не прошли квалификацию                      | Не прошли квалификацию                      | Не прошли квалификацию                      | Не прошли квалификацию                      |
| 2008                                        | Не прошли квалификацию                      | Не прошли квалификацию                      | Не прошли квалификацию                      | Не прошли квалификацию                      | Не прошли квалификацию                      | Не прошли квалификацию                      | Не прошли квалификацию                      | Не прошли квалификацию                      |
| 2012                                        | Не прошли квалификацию                      | Не прошли квалификацию                      | Не прошли квалификацию                      | Не прошли квалификацию                      | Не прошли квалификацию                      | Не прошли квалификацию                      | Не прошли квалификацию                      | Не прошли квалификацию                      |
| 2016                                        | Не прошли квалификацию                      | Не прошли квалификацию                      | Не прошли квалификацию                      | Не прошли квалификацию                      | Не прошли квалификацию                      | Не прошли квалификацию                      | Не прошли квалификацию                      | Не прошли квалификацию                      |
| 2020                                        | Групповой этап                              | 13                                          | 3                                           | 1                                           | 0                                           | 2                                           | 5                                           | 11                                          |
| 2024                                        | Финал                                       | 2                                           | 6                                           | 5                                           | 0                                           | 1                                           | 14                                          | 6                                           |
| Итого                                       |                                             |                                             | 13                                          | 8                                           | 1                                           | 4                                           | 25                                          | 21                                          |

## Текущий состав сборной
Ниже перечислены игроки, которые были включены в заявку сборной Франции на Олимпийские игры 2020 в Японии. По правилам в заявку могут быть включены 3 игрока старше 23 лет.

Первоначальный состав олимпийской сборной был объявлен 25 июня 2021 года. Однако после того, как несколько клубов отказались выпустить своих игроков, 2 июля 2021 года был объявлен новый состав вместе с дополнительными игроками, которые войдут в окончательный состав. Перед началом турнира Нильс Нкунку был вызван на замену травмированному Жереми Желена.
Тренер —  Сильвен Риполль
| 1  | Вр  | Поль Бернардони    | 18 апреля 1997 (24 года) |  |  | Анже            |  |  |  |
| 16 | Вр  | Стефан Баич        | 23 декабря 2001 (19 лет) |  |  | Сент-Этьен      |  |  |  |
| 22 | Вр  | Димитри Берто      | 6 июня 1998 (23 года)    |  |  | Монпелье        |  |  |  |
|    |     |                    |                          |  |  |                 |  |  |  |
| 2  | Защ | Пьер Калюлю        | 5 июня 2000 (21 год)     |  |  | Милан           |  |  |  |
| 3  | Защ | Мелвин Бар         | 6 ноября 2000 (20 лет)   |  |  | Олимпик Лион    |  |  |  |
| 4  | Защ | Тимоте Пембеле     | 9 сентября 2002 (18 лет) |  |  | Пари Сен-Жермен |  |  |  |
| 5  | Защ | Нильс Нкунку       | 1 ноября 2000 (20 лет)   |  |  | Эвертон         |  |  |  |
| 13 | Защ | Клеман Мишлен      | 11 мая 1997 (24 года)    |  |  | Ланс            |  |  |  |
| 15 | Защ | Модибо Саньян      | 14 апреля 1999 (22 года) |  |  | Реал Сосьедад   |  |  |  |
| 17 | Защ | Антони Каси        | 1 июля 1997 (24 года)    |  |  | Страсбур        |  |  |  |
| 19 | Защ | Исмаэль Дукуре     | 24 июля 2003 (17 лет)    |  |  | Валансьен       |  |  |  |
|    |     |                    |                          |  |  |                 |  |  |  |
| 6  | ПЗ  | Люка Тузар         | 29 апреля 1997 (24 года) |  |  | Герта           |  |  |  |
| 8  | ПЗ  | Энцо Ле Фе         | 3 февраля 2000 (21 год)  |  |  | Лорьян          |  |  |  |
| 11 | ПЗ  | Тежи Саванье       | 22 декабря 1991 (29 лет) |  |  | Монпелье        |  |  |  |
| 12 | ПЗ  | Алексис Бека Бека  | 29 марта 2001 (20 лет)   |  |  | Кан             |  |  |  |
| 20 | ПЗ  | Исаак Лихаджи      | 10 апреля 2002 (19 лет)  |  |  | Лилль           |  |  |  |
|    |     |                    |                          |  |  |                 |  |  |  |
| 7  | Нап | Арно Норден        | 17 июня 1998 (23 года)   |  |  | Сент-Этьен      |  |  |  |
| 9  | Нап | Натанаэль Мбюкю    | 16 марта 2002 (19 лет)   |  |  | Реймс           |  |  |  |
| 10 | Нап | Андре-Пьер Жиньяк  | 5 декабря 1985 (35 лет)  |  |  | УАНЛ Тигрес     |  |  |  |
| 14 | Нап | Флорьян Товен      | 26 января 1993 (28 лет)  |  |  | УАНЛ Тигрес     |  |  |  |
| 18 | Нап | Рандаль Коло Муани | 5 декабря 1998 (22 года) |  |  | Нант            |  |  |  |

## Статистика игр
| 20 июля 1996 Групповой этап, Летние Олимпийские игры 1996 | Франция                         | 2:0     | Австралия | Майами, Флорида, США                                             |
| 18:30 (UTC−4:00)                                          | - Пирес 11′ - Флориан Морис 74′ | (отчёт) |           | Стадион: Майами Оранж Боул Зрителей: 14 322 Судья: Роберто Рушио |

| 22 июля 1996 Групповой этап, Летние Олимпийские игры 1996 | Франция         | 1:1     | Испания     | Орландо, Флорида, США                                                   |
| 19:00 (UTC−4:00)                                          | - Легвински 38′ | (отчёт) | - Оскар 80′ | Стадион: Кэмпинг Уорлд Стэдиум Зрителей: 16 773 Судья: Пиром Ун-Прасерт |

| 24 июля 1996 Групповой этап, Летние Олимпийские игры 1996 | Франция                                    | 2:1     | Саудовская Аравия | Майами, Флорида, США                                              |
| 19:00 (UTC−4:00)                                          | - Флориан Морис 20′ (пен.) - Сибьерски 49′ | (отчёт) | - Амин 26′        | Стадион: Майами Оранж Боул Зрителей: 4 615 Судья: Бенито Арчундиа |

| 27 июля 1996 Четвертьфинал, Летние Олимпийские игры 1996 | Франция                          | 1:2 (доп.вр.) | Португалия          | Майами, Флорида, США                                                  |
| 18:00 (UTC−4:00)                                         | - Капушу 7′ - Каладу 105′ (пен.) | (отчёт)       | - Флориан Морис 49′ | Стадион: Майами Оранж Боул Зрителей: 22 339 Судья: Пьерлуиджи Коллина |

| 22 июля 2021 Групповой этап, Летние Олимпийские игры 2020 | Мексика                                                  | 4:1     | Франция             | Тёфу, Токио, Япония                                  |
| 17:00 (JST)                                               | - Вега 47′ - Кордова 55′ - Антуна 80′ - Эр. Агирре 90+1′ | (отчёт) | - Жиньяк 69′ (пен.) | Стадион: Адзиномото Зрителей: 0 Судья: Кристофер Бит |

| 25 июля 2021 Групповой этап, Летние Олимпийские игры 2020 | Франция                                       | 4:3     | ЮАР                                        | Сайтама, Сайтама, Япония                              |
| 17:00 (JST)                                               | - Жиньяк 57′, 78′, 86′ (пен.) - Саванье 90+2′ | (отчёт) | - Кодисанг 53′ - Макхопа 73′ - Мокоэна 82′ | Стадион: Сайтама 2002 Зрителей: 0 Судья: Кевин Ортега |

| 28 июля 2021 Групповой этап, Летние Олимпийские игры 2020 | Франция | 0:4     | Япония                                           | Иокогама, Канагава, Япония                      |
| 20:30 (JST)                                               |         | (отчёт) | - Кубо 20′ - Сакаи 34′ - Миёси 70′ - Маэда 90+1′ | Стадион: Ниссан Зрителей: 0 Судья: Айван Бартон |